# Димитър Методиев
Димитър Методиев Христов (Сотир) е български поет, партизанин и партиен деец от БКП. От 1967 до 1989 г. е политически съветник на социалистическия ръководител на НРБ Тодор Живков, като през този период пише голяма част от неговите публични речи.

## Биография
Димитър Методиев е роден на 11 септември 1922 г. в гара Бельово. Като ученик е активен член на РМС (от 1937 г.) и прави първите си поетични опити. Завършва средно земеделско училище в Садово през 1941 г. и следва агрономство в Софийския университет (1941 – 1944). Участва в Съпротивителното движение през Втората световна война. Партизанин от Партизански отряд „Ангел Кънчев“ (юни 1944).
Участва в Отечествената война (1944 – 1945) като помощник-командир на дружина. След 9 септември 1944 г. е кмет на гара Бельово (1946 – 1947) и директор на местната фабрика „Родопи“ (1947). Завежда отдел в ЦК на борците против фашизма и капитализма.
Следва журналистика в Уралския държавен университет „Максим Горки“ в Свердловск (1948 – 1950). Завършва Института за световна литература „Максим Горки“ в Москва (1953). Редактор на списание „Наша родина“ (1953 – 1958), заместник главен редактор на списание „Септември“ (1958 – 1960) и на в. „Работническо дело“ (1961 – 1966), главен редактор на сп. „Наша родина“ (1966). През 1967 г. започва работа като помощник на генералния секретар на ЦК на БКП с ранг на завеждащ отдел. От 1971 до 1976 г. е кандидат-член на ЦК на БКП, а от 1976 до 1990 г. е член на ЦК на БКП.
Умира на 19 юни 1995 г. в София.

## Творчество
За пръв път печата стихове през 1939 г. в сп. „Ученически устрем“ в Пловдив.
Негови стихове са поставени на партизанския паметник в родния му град. Пише текстове за песни на известни български певци, сред които и Бисер Киров.
Превежда Пушкин, Лермонтов, Некрасов, Маяковски, Твардовски, Тарас Шевченко и др.

## Отличия и награди
Димитър Методиев е удостоен с Димитровска награда (1952, 1964) и със званията „Герой на социалистическия труд“ и „Народен деятел на изкуството и културата“. Носител е също на украинската литературна награда „Максим Рилски“ (1974), както и на френската награда „Солензара“ (1982) и на наградата „Никола Фурнаджиев“ (1985).